# دانشگاه ارتباطات برق
دانشگاه ارتباطات برق (به ژاپنی: 電気通信大学, Denki-Tsūshin Daigaku)، یک دانشگاه ملی در چوفو، توکیو، ژاپن است.